# Nemorilla maculosa
Nemorilla maculosa là một loài ruồi trong họ Tachinidae.